# Aglaia heterotricha
Espèce
Statut de conservation UICN

 CR D : 
En danger critique
Aglaia heterotricha est une espèce de plantes de la famille des Meliaceae.